# Chichaoua
Chichaoua is een stad in Marokko en is de hoofdplaats van de provincie Chichaoua.
In 2014 telde Chichaoua 27.869 inwoners.